# Solothurn (district)
Solothurn is een district in het gelijknamige kanton. Het district bestaat uit de stad Solothurn, heeft een oppervlakte van 5,29 km² en telt 15.378 inwoners (eind 2006).
| Wapenschild | Gemeentenaam | Inwoners (dec 2006) | Oppervlakte (km²) | Gemeente nummer |
| ----------- | ------------ | ------------------- | ----------------- | --------------- |
| Solothurn   | Solothurn    | 15.378              | 6,29              | 2601            |
|             | Totaal       | 15.378              | 6,29              | 1109            |

Bucheggberg · Dorneck · Gäu · Gösgen · Lebern · Olten · Solothurn · Thal · Thierstein · Wasseramt